# 아루즈 아프타브
아루즈 아프타브(Arooj Aftab, 1985년 3월 11일 ~ )는 파키스탄의 작곡가, 가수, 프로듀서이다. 제64회(2022) 그래미상 올해의 신인상 후보에 올랐다.